# Stoke St Gregory
Stoke St Gregory – wieś w Anglii, w hrabstwie Somerset, w dystrykcie (unitary authority) Somerset. Leży 52 km na południowy zachód od miasta Bristol i 203 km na zachód od Londynu. W 2011 miejscowość liczyła 942 mieszkańców.